# Mesidor

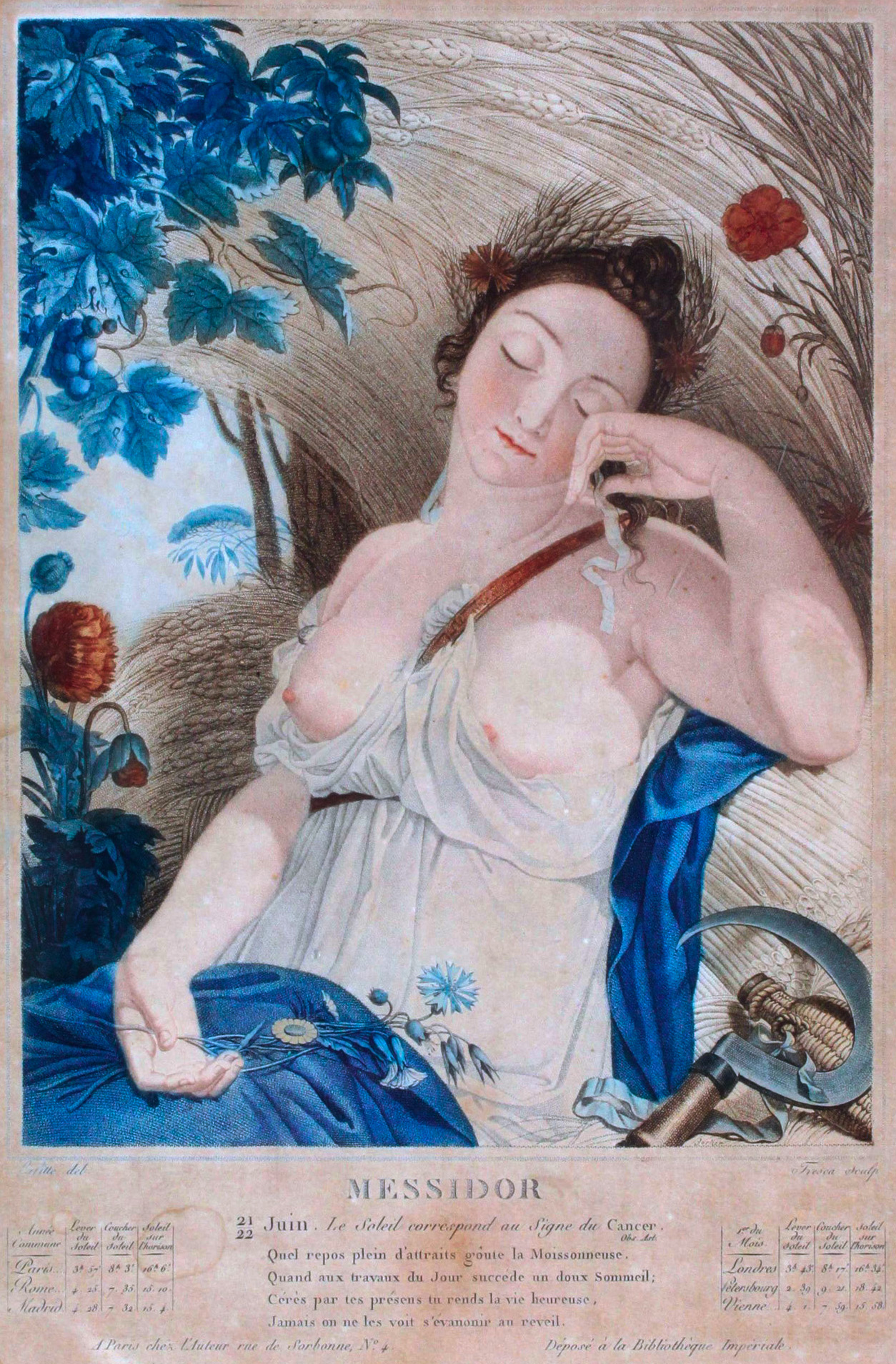
Alegoría de mesidor, de Louis Lafitte.

Mesidor (en francés Messidor) es el nombre del décimo mes del calendario republicano francés, el primero de la estación veraniega, que dura desde el 19 o 20 de junio hasta el 18 o 19 de julio, según el año. Coincide de forma aproximada con el paso aparente del Sol por la constelación zodiacal de Cáncer.
El nombre proviene del color dorado que toman las mieses en los meses de junio y julio en el hemisferio norte.
- Datos: Q837281